# Ин Яньї
Ин Яньї (11 липня 1993) — малайзійська стрибунка у воду.
Учасниця Олімпійських Ігор 2012, 2016, 2020 років.
Переможниця Ігор Південно-Східної Азії 2011, 2013, 2015, 2019 років.
Призерка Азійських ігор 2010, 2014, 2018 років.